# ГЕС Таабо
ГЕС Таабо — гідроелектростанція у центральній частині Кот-д'Івуару, за 70 км на південь від столиці країни Ямусукро. Знаходячись після ГЕС Kossou, становить нижній ступінь у каскаді на найдовшій річці країни Бандама, яка тече у меридіональному напрямку на південь та впадає в Гвінейську затоку. До моменту появи у 2017 році ГЕС Soubre найпотужніша гідроелектростанція в країні.
Щоб перекрити долину річки, кілька рукавів якої розходяться тут на 5 км в ширину, спорудили комбіновану земляну та кам'яно-накидну греблю із глиняним ядром висотою 43 метри та довжиною 8100 метрів. Вона утворила водосховище з площею поверхні 69 км2 та об'ємом 630 млн м3 (корисний об'єм 185 млн м3). Зведення греблі потребувало 8,9 млн м3 матеріалу, крім того, на станції використали 80 тис. м3 бетону.
Пригреблевий машинний зал станції обладнали трьома турбінами типу Френсіс потужністю по 70 МВт, які при напорі від 52 до 59 метрів повинні виробляти 1050 млн кВт-год електроенергії на рік.
Відпрацьована вода повертається у річку по відвідному каналу довжиною 5500 метрів та шириною (по дну) 40 метрів.